# Olga Přidalová
Olga Přidalová (Kyzlinková, rozená Mikulášková; 26. září 1939 Brno – 21. února 2025 Brno) byla československá hráčka basketbalu (vysoká 174 cm). V basketbalových statistikách je vedena pod jmény Kyzlinková resp. Mikulášková.
Patřila mezi opory basketbalového reprezentačního družstva Československa, za které odehrála v letech 1961 až 1969 celkem 122 utkání a má významný podíl na dosažených sportovních výsledcích. Zúčastnila se dvakrát mistrovství světa a čtyřikrát mistrovství Evropy v basketbale žen, na nichž získala celkem pět medailí, z toho tři stříbrné za druhá místa (MS 1964 a ME 1962, 1966) a dvě bronzové medaile za třetí místa (MS 1967 a ME 1964). Čtyři roky byla kapitánkou reprezentačního družstva. Reprezentační kariéru zakončila po Mistrovství Evropy 1968 v Itálii (9. místo).
V československé basketbalové lize žen hrála celkem 17 sezón (1956-1973), šest sezon za Slávii Brno a 11 sezon za KPS Brno, v nichž s týmem získala v ligové soutěži za umístění na 2. a 3. místě celkem 10 medailí, pět stříbrných a pět bronzových. ,
Je zařazena na čestné listině zasloužilých mistrů sportu. V roce 2007 byla uvedena do Síně slávy České basketbalové federace a v roce 2004 do Sině slávy města Brna.
Její sestra Eva Mikulášková hrála za reprezentační družstvo na Mistrovství Evropy juniorek 1965 v Sofii, zaznamenala 42 bodů v 6 zápasech a Československo skončilo na třetím místě. Za reprezentační družstvo žen hrála na Mistrovství světa 1967 v Praze (spolu se svou sestrou), dala 17 bodů v 6 utkáních a opět získala bronzovou medaili) a poté ještě na Mistrovství Evropy 1970 v Rotterdamu (Holandsko), kde zaznamenala 5 bodů ve 4 utkáních a tým Československa skončil na pátém místě. Za reprezentační družstvo Československa v letech 1965-1970 odehrála celkem 115 zápasů, z toho na MS a ME 16 zápasů, v nichž zaznamenala 64 bodů.

## Sportovní kariéra
- Kluby: celkem 17 sezón a 10 medailových umístění: 5x 2. místo, 5x 3. místo
- 1956-1962 Slavia Brno: 3x 2. místo (1959, 1960, 1961), 3. místo (1962), 4. místo (1957), 5. místo (1958)
- 1962-1973 KPS Brno: 2x 2. místo (1965, 1966), 4x 3. místo (1964, 1967, 1971, 1973), 4. místo (1963), 3x 5. místo (1968, 1970, 1972), 6. místo (1969)
- od zavedení evidence podrobných statistik ligových zápasů (v sezóně 1961/62) zaznamenala celkem 2725 ligových bodů.
- Československo: 1961–1969 celkem 122 mezistátních zápasů, z toho na MS a ME celkem 112 bodů ve 32 zápasech
- Mistrovství světa: 1964 Lima, Peru (18 bodů /7 zápasů), 1967 Praha (40 /6), na MS celkem 58 bodů v 13 zápasech
- Mistrovství Evropy: 1962 Mulhouse, Francie (4 /2), 1964 Budapešť (26 /5), 1966 Rumunsko (14 /6), 1968 Messina, Itálie (10 /6), na ME celkem 54 bodů v 19 zápasech
- úspěchy:
- Mistrovství světa v basketbalu žen: 2. místo (1964), 3. místo (1967)
- Mistrovství Evropy v basketbalu žen 2x 2. místo (1962, 1966), 3. místo (1966)